# Моррон, Джо (младший)
Джозеф (Джо) Моррон-младший (род. 19 марта 1959, Мидлбери) — американский футболист, полузащитник. В 1980 году он получил Герман Трофи как лучший игрок года среди колледжей, а в 1981 году он получил премию «Новичок года NASL».

## Биография
Моррон-младший — сын футбольного тренера «Коннектикут Хаскис» Джо Моррона-старшего. Он учился в Университете штата Коннектикут с 1977 по 1980 год, где был ключевым игроком в команде своего отца. В 1980 году окончил университет, попав за это время в первую команду Всеамериканских спортсменов и выиграв Герман Трофи как лучший игрок года на уровне колледжей. Он закончил свою карьеру в «Хаскис» с 61 голом и 36 передачами, этот рекорд держится до сих пор.
В 1980 году Моррон присоединился к олимпийской сборной США, когда начался отбор на летние Олимпийские игры 1980. Моррон забил два гола за сборную: победный гол в ворота Суринама (2:1) и единственный гол в игре с Коста-Рикой. США прошли квалификацию, но не поехали на игры, так как президент Джимми Картер призвал бойкотировать советские игры после вторжения СССР в Афганистан.
Моррон был подписан «Талса Рафнекс» из Североамериканской футбольной лиги. Он получил титул Новичка 1981 года в лиге. Он играл за «Рафнекс» в 1981 и 1982 сезонах. В мае 1982 года клуб продал Моррона в «Сан-Хосе Эртквейкс» в обмен на Тодда Салдану и преимущество в драфте. Моррон сыграл за «Эртквейкс» 1982 сезон в NASL и 1982/83 сезон в MISL. Затем он подписал контракт с «Питтсбург Спирит» из MISL. 5 марта 1984 года он неожиданно ушёл в отставку, объяснив это тем, что охладел к футболу и желает заняться бизнесом.